# Vester Egede
Vester Egede er en landsby der ligger på Sydsjælland, beliggende ved Sydmotorvejen E47/E55 godt 15 kilometer øst for Næstved, 6 kilometer syd for Haslev og 4 kilometer vest for Rønnede og 10 km for Faxe, den ligger syd for hovedlandevejen (Ny Næstvedvej) primærrute 54 mellem Næstved og Rønnede.
I landsbyen ligger Vester Egede Kirke som høre til Vester Egede Sogn. 
Nord for landsbyen ligger Gisselfeld kloster som ejer de fleste marker og ejendomme omkring landsbyen.
Landskabet omkring Vester Egede er et herregårdslandskab som indeholder skovene Hesede Skov og Denderup Vænge.
Vejdirektoratet er i gang med at planlægge en motorvej (Næstvedmotorvejen) (Primærrute 54) mellem Næstved og Rønnede. Efter linjeføring A blev valgt kommer motorvejen til at gå syd om Vester Egede og igennem Hesede Skovs sydlige udkant.